# Функция голосования
Функция голосования (мажоритарная функция, медиана) — тернарная булева функция, равная тому из двух булевых значений, которое больше раз встретилось среди аргументов. То есть функция голосования равна {\displaystyle 0} на наборах, в которых 0 или 1 единица (соответственно 3 или 2 нуля) и равна {\displaystyle 1} на наборах, в которых2 или 3 единицы (соответственно 1 или 0 нулей). Обозначения: {\displaystyle m}, {\displaystyle h}, {\displaystyle h_{2}}.
Таблица истинности:
| {\displaystyle x} | {\displaystyle y} | {\displaystyle z} | {\displaystyle h_{2}(x,y,z)} |
| ----------------- | ----------------- | ----------------- | ---------------------------- |
| 0                 | 0                 | 0                 | 0                            |
| 0                 | 0                 | 1                 | 0                            |
| 0                 | 1                 | 0                 | 0                            |
| 0                 | 1                 | 1                 | 1                            |
| 1                 | 0                 | 0                 | 0                            |
| 1                 | 0                 | 1                 | 1                            |
| 1                 | 1                 | 0                 | 1                            |
| 1                 | 1                 | 1                 | 1                            |

Функция голосования является базисом класса монотонных самодвойственных функций.
Функция голосования является симметричной функцией. Вектор значений симметричной булевой функции:
{\displaystyle (0011)}
Функция голосования удовлетворяет условиям {\displaystyle \langle 0^{2}\rangle } и {\displaystyle \langle 1^{2}\rangle }, но не удовлетворяет условиям {\displaystyle \langle 0^{3}\rangle } и {\displaystyle \langle 1^{3}\rangle }.

## Отрицание функции голосования
Не менее важной функцией является отрицание функции голосования {\displaystyle {\overline {h_{2}}}}. Оно равно тому булеву значению, которое встречалось среди аргументов меньшее число раз. Таблица истинности:
| {\displaystyle x} | {\displaystyle y} | {\displaystyle z} | {\displaystyle {\overline {h_{2}}}(x,y,z)} |
| ----------------- | ----------------- | ----------------- | ------------------------------------------ |
| 0                 | 0                 | 0                 | 1                                          |
| 0                 | 0                 | 1                 | 1                                          |
| 0                 | 1                 | 0                 | 1                                          |
| 0                 | 1                 | 1                 | 0                                          |
| 1                 | 0                 | 0                 | 1                                          |
| 1                 | 0                 | 1                 | 0                                          |
| 1                 | 1                 | 0                 | 0                                          |
| 1                 | 1                 | 1                 | 0                                          |

Отрицание функции голосования является базисом класса самодвойственных функций. Она также является симметричной, её вектор значений симметричной функции:
{\displaystyle (1100)}